# O Irixo
O Irixo település Spanyolországban, Ourense tartományban. O Irixo Piñor, O Carballiño, Boborás, Beariz, Forcarei, Lalín és Dozón községekkel határos. Lakosainak száma 1357 fő (2024).

## Népesség
A település népessége az elmúlt években az alábbi módon változott:
| Lakosok száma | 2170 | 2033 | 1903 | 1828 | 1689 | 1637 | 1519 | 1466 | 1366 | 1357 |
|               | 2001 | 2004 | 2007 | 2009 | 2012 | 2014 | 2017 | 2019 | 2022 | 2024 |